# Schuhhaus Gisy

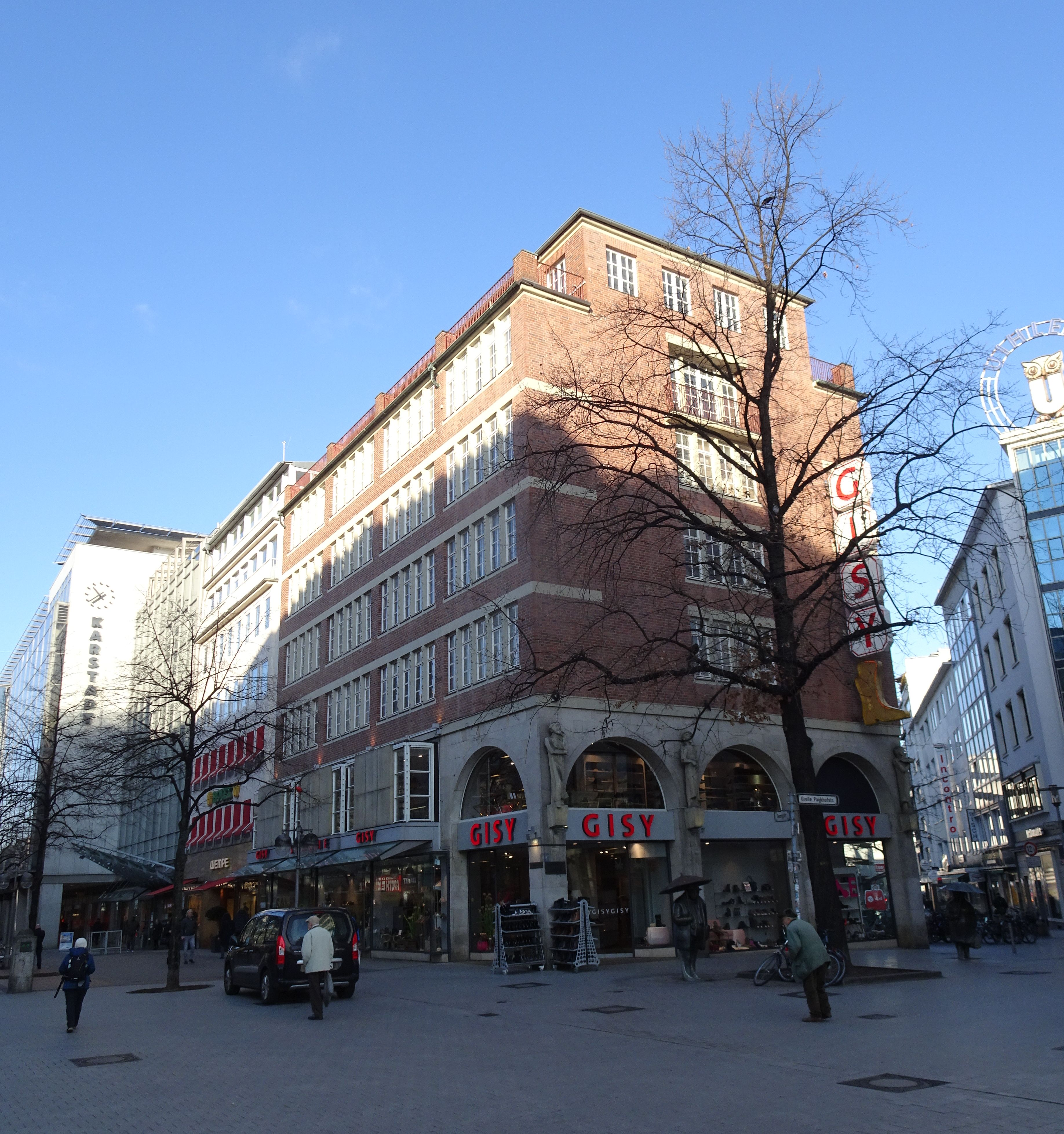
Schuhhaus Gisy im Bahlsen-Haus, 2019

Das Schuhhaus Gisy, auch Haus Bahlsen genannt, ist ein denkmalgeschütztes, im Auftrag der Familie Bahlsen errichtetes Gebäude in Hannover in der Georgstraße 29 im Stadtteil Mitte. Es ist die Geburtsstätte des Philosophen Theodor Lessing.

## Geschichte und Beschreibung

### Haus Bahlsen vom 19. Jahrhundert bis zum Zweiten Weltkrieg

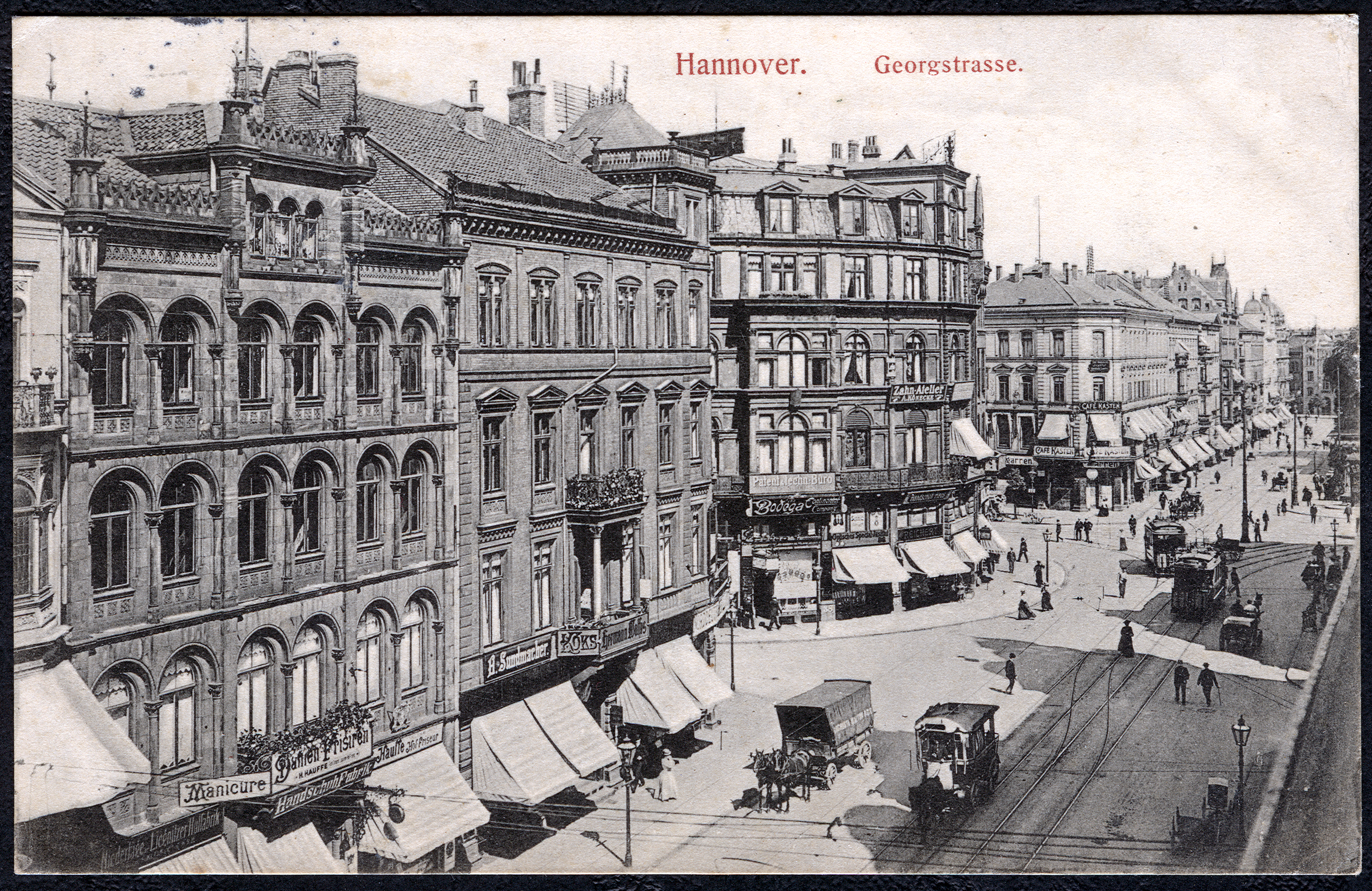
Blick in die Georgstraße, als drittes von links das Haus Bahlsen (mit der Aufschrift „Koks“), 1871

Die Familie Bahlsen kam um 1769 aus Lebenstedt nach Hannover, ihre Mitglieder waren in der neuen Stadt als Goldschmiede, Tuchhändler und Kaufleute tätig. Bis 1829 besaß sie ein Gebäude nur zwei Häuser entfernt vom historischen Leibnizhaus in der Schmiedestraße. 1863 ließ sich Carl Bahlsen unter der damaligen Adresse Georgstraße 30 ein neues Haus errichten, an Stelle des zuvor abgebrochenen Packhofes. Nach den Plänen des Architekten Heinrich Köhler entstand so das erste im Stil der Neorenaissance errichtete Gebäude in Hannover, ein von mehreren Mietparteien genutztes Haus. Am 8. Februar 1872 wurde in diesem Haus Theodor Lessing geboren, der hier auch seine Jugendjahre verbrachte.
Bei den Luftangriffen auf Hannover im Zweiten Weltkrieg wurde das Haus Bahlsen zum Teil zerstört.

### Ab 1945: Schuhhaus Gisy

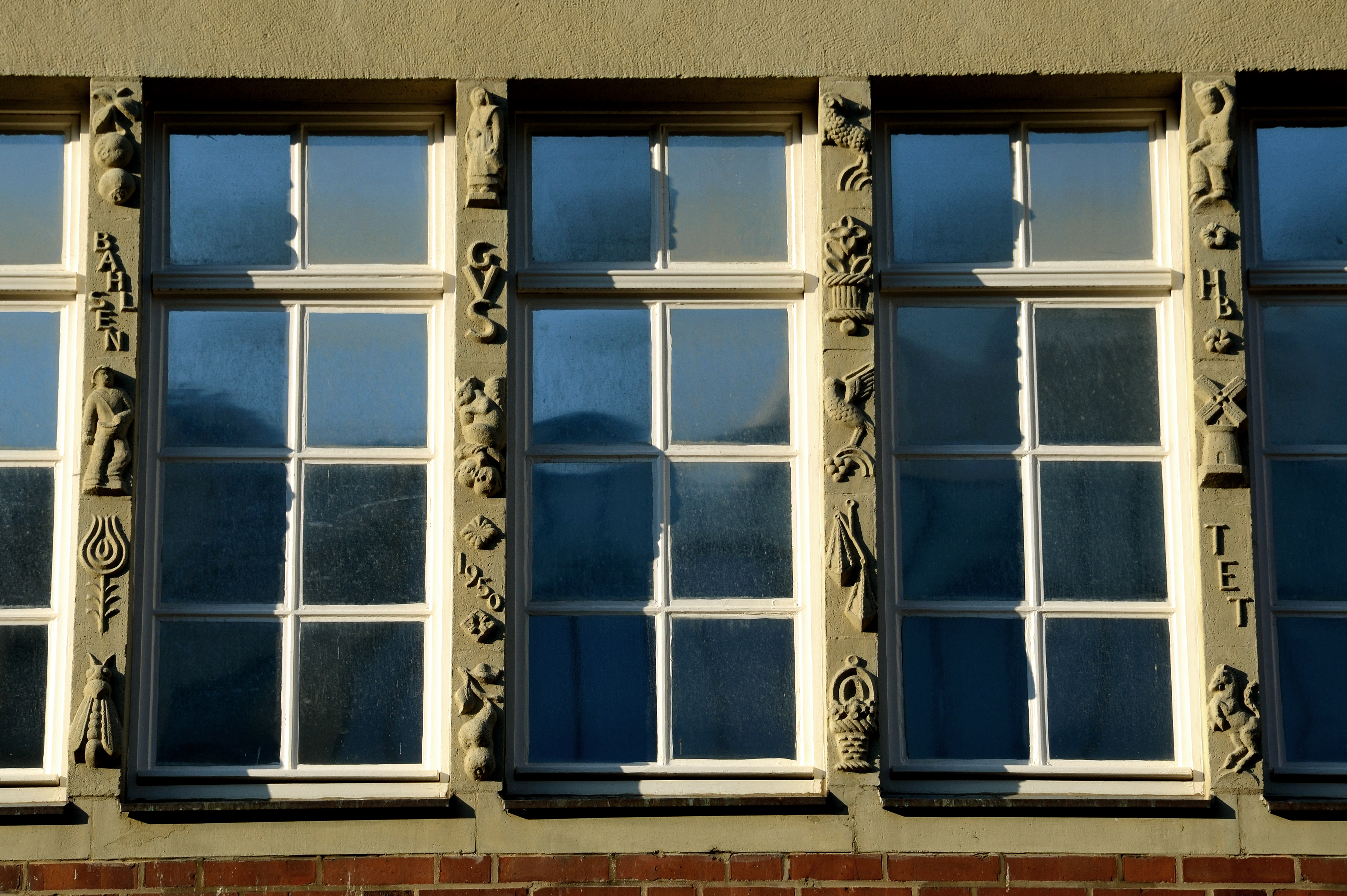
Fensterrahmung von Ludwig Vierthaler

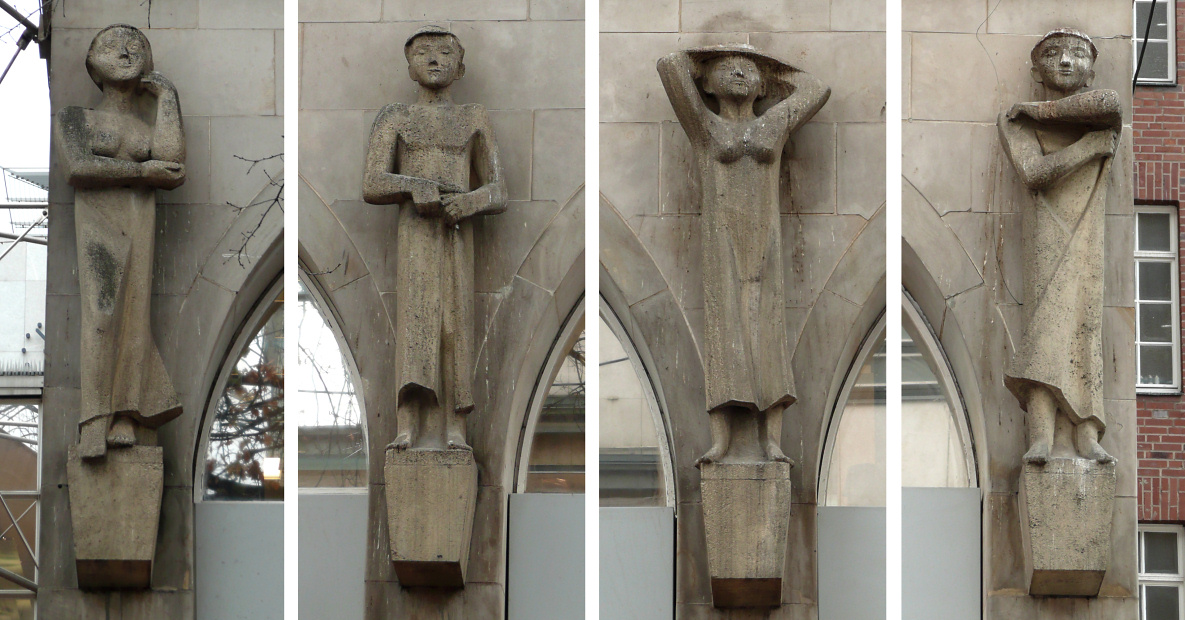
Vier Skulpturen von Kurt Lehmann

Wenige Monate nach Kriegsende zog das Schuhgeschäft Griess & Gisy als Mieter in das Haus Bahlsen ein. Von 1950 bis 1951 ließ die Familie Bahlsen nach Plänen des Architekten Karl Siebrecht einen sieben Geschosse hohen Neubau errichten, der nun die Adresse Georgstraße 29/Ecke Große Packhofstraße trug. Das sowohl moderne wie auch historisierende Bauwerk mit Anklängen an die Nordische Renaissance und die Hamburger Kontorhaus-Architektur betont in der Fassade seine horizontale Gliederung. Den plastischen Bauschmuck lieferte der Bildhauer Kurt Lehmann mit verschiedenen Giebelfiguren, während der abstrakt-stilisierende Schmuck der Fensterrahmungen nach Entwürfen von Ludwig Vierthaler entstand.
1969 wurde der Mietvertrag mit dem Schuhgeschäft erneuert, das ab da nur noch als Schuhhaus Gisy firmierte. 1996 wurde das Gebäude wegen seiner künstlerischen, städtebaulichen und geschichtlichen Bedeutung unter Denkmalschutz gestellt.